# Dom przy pl. Wolności 21 w Bystrzycy Kłodzkiej
Dom przy pl. Wolności 21 w Bystrzycy Kłodzkiej – zabytkowy budynek w mieście Bystrzyca Kłodzka.
Piętrowy dom mieszkalny wybudowany na planie prostokąta w XVII w., z półkoliście zakończonymi oknami i barokowym portalem, przebudowany w XIX w.